# Nikifor Natalévich
Nikifor Yákovlevich Natalévich (en ruso: Натале́вич Ники́фор Я́ковлевич, en bielorruso: Нічы́пар Я́каўлевіч Натале́віч; Orsha, 17 de mayo de 1900 - Penza, 28 de marzo de 1964) fue un comisario político, estadista y político soviético de etnia bielorrusa, que ocupó el cargo de Presidente del Presídium del Sóviet Supremo de la República Socialista Soviética de Bielorrusia entre 1938 y 1948.

## Biografía

### Primeros años
Nació en el seno de una familia numerosa de trabajadores ferroviarios en la ciudad de Orsha, en ese entonces en el Óblast de Moguilev. Comenzó a trabajar a los doce años, como peón en la finca de un terrateniente, en un aserradero, en una fábrica de clavos, en un depósito de carbón y como reparador del ferrocarril. De 1917 a 1919 trabajó como cartero y empleado en la oficina de correos de Orsha, mientras estudiaba en una escuela popular.

### Carrera militar
Participó en la Guerra civil rusa, sirviendo en el Ejército Rojo desde 1919 en el 2.º Regimiento de Fusileros de Reserva de Vítebsk. Posteriormente fue ascendido a oficial del Estado Mayor de Ingeniería del 5.º Ejército. Entre 1920 y 1921, trabajó como secretario del Departamento de Ingeniería Militar del Distrito de Perm, y entre 1921 y 1922, como secretario del comisario militar del Departamento de Ingeniería Militar del Distrito Militar de los Urales. En 1921, se graduó de la escuela nocturna de tipo avanzado de II grado en la ciudad de Perm.
En 1922 se afilió al Partido Comunista, y fue transferido al Distrito Militar Occidental para trabajar como instructor-organizador y, posteriormente, secretario de la Administración Política. Entre 1924 y 1926, fue cadete de la escuela político-militar del Distrito Militar Occidental, donde también fue cadete de la escuela político-militar de dicho distrito. En 1927, Natalévich fue nombrado instructor político de la compañía del 97.º Regimiento de Fusileros de la 33ª División de Fusileros, del Distrito Militar de Bielorrusia, y en 1928, instructor político de su escuela del regimiento. En 1932 fue nombrado instructor del departamento político del cuartel general del 6.º Cuerpo de Fusileros.
En 1934 se graduó en la Academia Político-Militar Tolmachev de Leningrado. En 1937 fue nombrado subdirector político (instructor político) del 110.º Regimiento de Fusileros de la 37.ª División de Fusileros del Distrito Militar de Bielorrusia, más tarde recibió el grado de comisario de batallón y fue nombrado jefe del departamento político de la 50.ª División de Fusileros del Distrito Militar de Bielorrusia.

### Carrera política
En octubre de 1937, tras la destitución y detención del Presidente del Comité Ejecutivo Central Panbielorruso, Mijaíl Stakun, ocupó la presidencia del CEC de manera interina, desde el 14 de noviembre de 1937 hasta el 25 de julio de 1938. Tras la promulgación de la Constitución Soviética de 1936, en la cual el Congreso Panbielorruso de los Sóviets fue reemplazado por el Sóviet Supremo de la RSS de Bielorrusia, el 27 de julio de 1938 fue elegido presidente del Presídium del Sóviet Supremo de la RSS de Bielorrusia, cargo en el que estuvo hasta el 16 de marzo de 1948. Durante ese tiempo fue a su vez Vicepresidente del Presídium del Sóviet Supremo de la URSS. 
Fue diputado del Sóviet Supremo de la Unión Soviética entre 1937 y 1950, durante las 1.ª y la 2.ª convocatorias, así como diputado del Sóviet Supremo de la RSS de Bielorrusia entre 1938 y 1951.
En 1938 también fue elegido como miembro del Comité Central del Partido Comunista de la RSS de Bielorrusia, y desde 1948 fue también miembro de su Politburó. El 2 de noviembre de 1939, en la quinta sesión extraordinaria del Sóviet Supremo de la URSS, como diputado del distrito de Slutsk, Natalévich pronunció un discurso durante la ratificación de la anexión de Bielorrusia Occidental a la Unión Soviética, y diez días después, el 12 de noviembre, durante la tercera sesión extraordinaria del Sóviet Supremo de la RSSB decidió: "Aceptar la Bielorrusia Occidental en la República Socialista Soviética de Bielorrusia y, por consiguiente, reunificar al pueblo bielorruso en un solo Estado bielorruso". Ese mismo día, se aprobó la ley «Sobre la Integración de la Bielorrusia Occidental en la República Socialista Soviética de Bielorrusia».
El 24 de marzo de 1944 , anunció que "la mayoría de los distritos del óblast de Białystok" serían cedidos a Polonia de acuerdo con la frontera propuesta de la Línea Curzon. Desde enero de 1945, fue nombrado presidente de la Comisión para la Perpetuación de la Memoria de los Soldados del Ejército Rojo y los Partisanos Caídos en la Gran Guerra Patria.

### Últimos años
Entre 1948 y 1956, Nikifor Natalévich ocupó cargos de responsabilidad en el óblast de Penza; primero como jefe del Departamento de Cooperación Industrial del Comité Ejecutivo, posteriormente como subdirector del departamento de correspondencia del Instituto Pedagógico Estatal de Penza, y finalmente como jefe del Departamento de Desarrollo del Transporte y Explotación de Pequeños Ríos del Comité Ejecutivo. Entre 1956 y 1960 trabajó en cargos de ámbito económico en las ciudades de Minsk, Baránavichi y Brest. 
En 1960 se retiró y residió como jubilado en la ciudad de Penza. Murió el 28 de marzo de 1964 y fue enterrado en el cementerio Mironositski de Penza.

## Premios y condecoraciones
- Orden de Lenin (1939)
- Orden de la Bandera Roja (1943 y 1944)
- Orden de la Estrella Roja